# Lucas Sanseviero
Lucas Martín Sanseviero Pérez (San Ramón,  Canelones; 5 de agosto de 2000) es un futbolista uruguayo que juega como extremo y su equipo actual es Danubio Fútbol Club de la Primera División de Uruguay.

## Trayectoria

### Formativas
Lucas Sanseviero realizó sus formativas jugando en las canteras del Club Nacional de Fútbol de Montevideo. En 2020 fue convocado para disputar la  Copa Libertadores sub-20, llevada a cabo en Paraguay. En esta edición, el club uruguayo quedaría eliminado en la fase de grupos. Sanseviero, por su parte, anotaría un tanto para el conjunto tricolor.

### Central Español
En 2022, tras llegar a un acuerdo, Sanseviero fue transferido a préstamo por una temporada desde las inferiores de Nacional a Central Español, club de la Segunda División de Uruguay en el cual debutaría profesionalmente. En su paso por el equipo palermitano, Sanseviero jugó 25 partidos y anotó 1 gol.

### Uruguay Montevideo
En 2023 Tras finalizar la cesión, el futbolista sanramonense llegaría como agente libre a Uruguay Montevideo, equipo de la Segunda División de Uruguay. Durante su estadía en la celestina, Sanseviero logró concretar 7 tantos y 5 asistencias en un total de 30 partidos disputados.

### Danubio
El 29 de febrero de 2024, Danubio Fútbol Club, equipo de la Primera División de Uruguay anunció la llegada de Lucas Sanseviero tras haber quedado nuevamente como agente libre por su salida de Uruguay Montevideo.
El 15 de septiembre de ese año, marcaría su primer tanto con la casaca franjeada en un encuentro frente a River Plate por la tercera fecha del Torneo Clausura; encuentro que culminaría 3:0 a favor del conjunto danubiano.
El 9 de enero de 2025, Danubio anunciaría la renovación del contrato de Sanseviero para su participación en el Campeonato Uruguayo de este año.
El extremo uruguayo rápidamente se encontró con el tanto, al marcar en la primera fecha del Torneo Apertura frente a Liverpool, en un partido que acabaría con el marcador igualado por 1:1. Sanseviero volvería a marcar en la fecha siguiente, esta vez, ante Juventud.

## Estadísticas

### Clubes
Actualizado hasta su último partido disputado el 10 de agosto de 2025.
| Club                               | Div.          | Temporada     | Liga  | Liga  | Liga   | Copas nacionales | Copas nacionales | Copas nacionales | Torneos internacionales | Torneos internacionales | Torneos internacionales | Total | Total | Total  |
| Club                               | Div.          | Temporada     | Part. | Goles | Asist. | Part.            | Goles            | Asist.           | Part.                   | Goles                   | Asist.                  | Part. | Goles | Asist. |
| ---------------------------------- | ------------- | ------------- | ----- | ----- | ------ | ---------------- | ---------------- | ---------------- | ----------------------- | ----------------------- | ----------------------- | ----- | ----- | ------ |
| Central Español F. C. · Uruguay    | 2.ª           | 2022          | 23    | 1     | 1      | 2                | 0                | 0                | —                       | —                       | —                       | 25    | 1     | 1      |
| Central Español F. C. · Uruguay    | Total club    | Total club    | 23    | 1     | 1      | 2                | 0                | 0                | 0                       | 0                       | 0                       | 25    | 1     | 1      |
| Uruguay Montevideo F. C. · Uruguay | 2.ª           | 2023          | 30    | 7     | 5      | —                | —                | —                | —                       | —                       | —                       | 30    | 7     | 5      |
| Uruguay Montevideo F. C. · Uruguay | Total club    | Total club    | 30    | 7     | 5      | 0                | 0                | 0                | 0                       | 0                       | 0                       | 30    | 7     | 5      |
| Danubio F. C. · Uruguay            | 1.ª           | 2024          | 26    | 1     | 6      | 1                | 0                | 0                | 5                       | 0                       | 0                       | 32    | 1     | 6      |
| Danubio F. C. · Uruguay            | 1.ª           | 2025          | 24    | 4     | 5      | —                | —                | —                | 1                       | 0                       | 0                       | 25    | 4     | 5      |
| Danubio F. C. · Uruguay            | Total club    | Total club    | 50    | 5     | 11     | 1                | 0                | 0                | 6                       | 0                       | 0                       | 57    | 5     | 11     |
| Total carrera                      | Total carrera | Total carrera | 103   | 13    | 17     | 3                | 0                | 0                | 6                       | 0                       | 0                       | 112   | 13    | 17     |
| 1. 2.                              |               |               |       |       |        |                  |                  |                  |                         |                         |                         |       |       |        |